# Dal mattino a mezzanotte
Dal mattino a mezzanotte, spesso tradotto anche Dall'alba a mezzanotte è un dramma in prosa in due atti del drammaturgo tedesco Georg Kaiser, composto nel 1912 e rappresentato per la prima volta nel 1917.

## Trama

### Primo atto
In una banca una donna si presenta per ritirare una grossa somma di denaro, che però le viene negata dal direttore, convinto che ella sia un'avventrice. Non c'è, in realtà, nessuna cattiva intenzione: i soldi servono al figlio della donna per comprare un quadro. Inutilmente lei tenta di ottenere del contante, e nel corso della conversazione con il direttore e con il cassiere dell'istituto arriva persino a offrire i propri gioielli come pegno.
Tornata in albergo dal figlio trova il cassiere che, innamoratosi di lei, ha rubato i soldi che la donna richiedeva: conscia dell'illegalità dell'accaduto rifiuta il denaro e l'uomo, che ormai è ricercato per sottrazione di denaro.

### Secondo atto
Il cassiere, non potendo più tornare sui suoi passi, decide di godersi la vita abbandonando la famiglia e tenendo con sé quanto sottratto ai forzieri della banca. Dopo una serie di vicissitudini incontra una fanciulla dell'esercito della salvezza, che lo invita in un locale dove vari personaggi fanno ammissione del proprio attaccamento ai beni materiali pentendosi delle loro pecche di venalità. L'uomo confessa di avere rubato i soldi e li getta in mezzo alla folla ma, inaspettatamente per lui, il gruppo di persone vi si getta avidamente arraffando a piene mani le banconote. L'uomo, confessato di essere ricercato, viene tradito dalla fanciulla dell'esercito che ne denuncia la presenza alle forze dell'ordine per incassare la taglia. La fine tragica avviene con il suicidio del cassiere che si spara.

## Adattamenti
Nel 1920 è stato realizzato l'adattamento cinematografico Von morgens bis mitternachts, per la regia di Karlheinz Martin.